# Eparchia di San Giovanni Crisostomo di Gurgaon
L'eparchia di San Giovanni Crisostomo di Gurgaon (in latino: Eparchia Sancti Ioannis Chrysostomi Gurgaonensis) è una sede della Chiesa cattolica siro-malankarese in India immediatamente soggetta alla Santa Sede. Nel 2022 contava 5.920 battezzati. È retta dall'eparca Thomas Antonios Valiyavilayil, O.I.C.

## Territorio
L'eparchia estende la sua giurisdizione sui fedeli della Chiesa cattolica siro-malankarese residenti in 22 Stati dell'India settentrionale; questa vasta regione è delimitata a sud dagli stati di Gujarat, Madhya Pradesh, Chhattisgarh ed Orissa.
Sede eparchiale è la città di Gurgaon, nello stato dell'Haryana, dove la chiesa di Santa Maria serve da cattedrale.
Il territorio è suddiviso in 21 parrocchie.

## Storia
Il 24 ottobre 1955 la Congregazione dell'imitazione di Cristo aprì una comunità religiosa (Bethany Ashram) a Pune nello stato del Maharashtra. Con questo atto fu dato avvio alla missione in una regione dell'India che tradizionalmente non ha mai fatto parte della Chiesa cattolica siro-malankarese. I religiosi hanno iniziato ad occuparsi della cura pastorale dei fedeli malankaresi della città e delle regioni circostanti. A partire dal 1970 la gerarchia siro-malankarese prese in carico la gestione della pastorale verso i propri fedeli immigrati nel resto del Paese, con la costituzione canonica di parrocchie a partire dagli anni ottanta. Nel 1997 il sacerdote John Berchmans fu nominato coordinatore dei cattolici malankaresi residenti fuori dal proprium territorium; sotto la sua guida le comunità si sono organizzate arrivando a costituire la The Malankara Catholic Church Extra Territorial Regions in India.
Il 7 febbraio 2007 papa Benedetto XVI ha nominato Jacob Barnabas Aerath visitatore apostolico con carattere episcopale per i siro-malankaresi dell'India residenti fuori del territorio proprio, assegnandogli la sede titolare di Bapara. Infine, il 26 marzo 2015 papa Francesco ha istituito due circoscrizioni ecclesiastiche su questi territori, istituendo l'eparchia di San Giovanni Crisostomo, con la costituzione apostolica Quo aptius consuleretur, e l'esarcato apostolico di Sant'Efrem di Khadki (oggi eparchia). Jacob Barnabas Aerath è stato contestualmente nominato primo eparca.

## Cronotassi dei vescovi
Si omettono i periodi di sede vacante non superiori ai 2 anni o non storicamente accertati.
- Jacob Barnabas Chacko Aerath, O.I.C. † (26 marzo 2015 - 26 agosto 2021 deceduto)[2]
- Thomas Antonios Valiyavilayil, O.I.C., dal 7 maggio 2022

## Statistiche
L'eparchia nel 2022 contava 5.920 battezzati.
| anno | popolazione | popolazione | popolazione | presbiteri | presbiteri | presbiteri | presbiteri                | diaconi | religiosi | religiosi | parrocchie |
| anno | battezzati  | totale      | %           | numero     | secolari   | regolari   | battezzati per presbitero | diaconi | uomini    | donne     | parrocchie |
| ---- | ----------- | ----------- | ----------- | ---------- | ---------- | ---------- | ------------------------- | ------- | --------- | --------- | ---------- |
| 2015 | ?           | ?           | ?           | 15         | 10         | 5          | ?                         |         | 5         | 30        | 9          |
| 2017 | ?           | ?           | ?           | 15         | 10         | 5          | ?                         |         | 5         | 30        | 9          |
| 2020 | 5.800       | ?           | ?           | 15         | 15         |            | 386                       |         |           | 3         | 21         |
| 2022 | 5.920       | ?           | ?           | 27         | 17         | 10         | 219                       |         | 10        | 3         | 21         |